# Puente colgante atirantado

Un puente colgante atirantado o puente CSS fusiona los diseños de puentes atirantados y puentes colgantes . La arquitectura del puente colgante es mejor para manejar la carga en el medio del puente, mientras que el puente atirantado es más adecuado para manejar la carga más cercana a la torre. La combinación de estas dos ideas de ingeniería arquitectónica en un híbrido se ha logrado en Estambul con el Puente Yavuz Sultan Selim, y en la ciudad de Nueva York con el Puente de Brooklyn. En octubre de 2022 se aprobó un puente sobre el río Krishna en India, cuyo diseño será CSS.

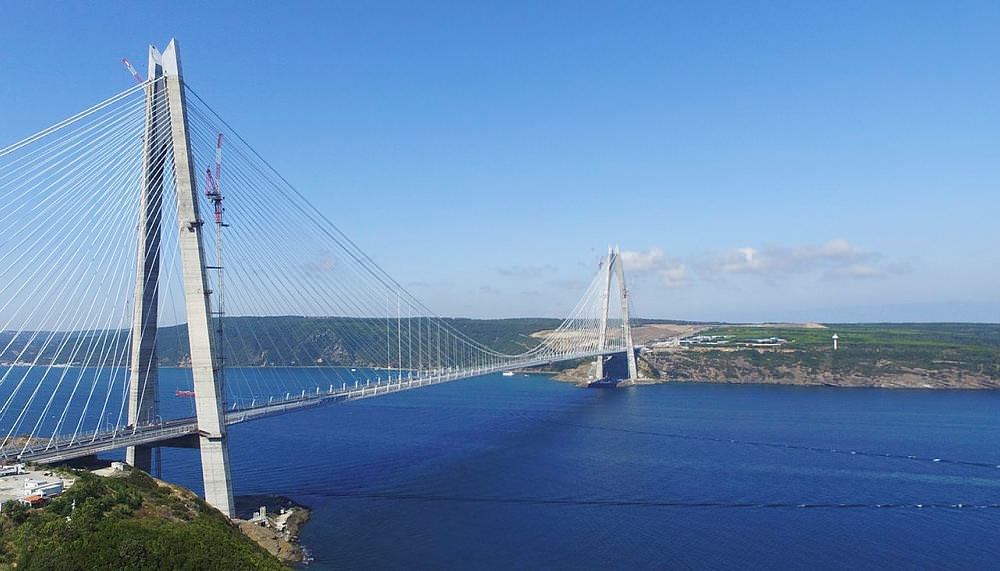
El puente Yavuz Sultan Selim

En Turquía, el puente Yavuz Sultan Selim sobre el Bósforo se inauguró en agosto de 2016. El tramo principal es de 1408 metros de largo y es el decimotercer puente colgante más largo del mundo.